# Сусады-Эбалак
Сусады-Эбалак (баш. Сусаҙы-Ябалаҡ, луговомар. Тумна́) — село в Янаульском районе Республики Башкортостан Российской Федерации. Центр Первомайского сельсовета.

## География

### Географическое положение
Находится у впадения речки Ариан в речку Шудэк. Расстояние до:
- районного центра (Янаул): 11 км,
- ближайшей ж/д станции (Янаул): 12 км.

## История
Деревня основана марийцами по договору о припуске на вотчинных землях башкир Уранской волости Осинской дороги.
В 1748 году она известна под названием Ильтуганово («Ябалаково тож»), и там насчитывалось 72 ясачных марийца мужского пола.
В 1795 году учтено 73 тептяря из марийцев обоего пола.
VII ревизия в 1816 году взяла на учёт 120 человек. В 1834 году — 149 человек в 26 дворах. В 1842 году им принадлежало 175 десятин пашни, 120 лошадей, 111 коров, 80 овец, 45 коз; было 4 мельницы. Кто-то из домохозяев имел 24 улья и 3 борти. По X ревизии 1859 года — 275 жителей.
В 1870 году — деревня Сусады (Сусадыбаш, Ебалакова) 3-го стана Бирского уезда Уфимской губернии, 117 дворов и 597 жителей (298 мужчин и 299 женщин), из них 516 тептярей и 81 русский. Жители занимались сельским хозяйством и пчеловодством.
В 1896 году в деревне Сусады-Ебалак (Сусадыбашева) Черауловской волости VII стана Бирского уезда — 78 дворов и 461 житель (240 мужчин, 221 женщина), школа, 3 мельницы и торговая лавка.
В 1906 году — 497 человек, министерская школа, 2 бакалейные лавки.
По данным подворной переписи, проведённой в уезде в 1912 году, деревня входила в состав Сусадинского сельского общества Черауловской волости. В деревне имелось 80 хозяйств марийцев-припущенников, где проживало 433 человека (231 мужчина, 202 женщины), и 19 хозяйств русских государственных крестьян, где проживало 100 человек (54 мужчины, 46 женщин). Количество надельной земли составляло 1412 казённых десятин (из неё 45,5 десятин сдано в аренду), в том числе 1216 десятин пашни и залежи, 123 десятины сенокоса, 38 десятин усадебной земли, 15 — леса и 20 десятин неудобной земли. Также 124,62 десятины земли было арендовано. Посевная площадь составляла 653,93 десятины, из неё 46,4 % занимала рожь, 34,1 % — овёс, 7,4 % — греча, 4,1 % — горох, 3,9 % — полба, немногим больше одного процента занимали конопля, картофель и просо соответственно. Из скота имелось 272 лошади, 252 головы КРС, 666 овец и 42 козы. У 20 хозяйств имелось 82 улья пчёл.
В 1920 году по официальным данным в деревне той же волости 111 дворов и 475 жителей (219 мужчин, 256 женщин), по данным подворного подсчета — 489 марийцев в 114 хозяйствах.
В 1926 году деревня относилась к Янауловской волости Бирского кантона Башкирской АССР.
В 1939 году в деревне Сусады-Эбалак Старо-Сусадыбашевского сельсовета Янаульского района — 531 житель (236 мужчин, 295 женщин).
В 1959 году в деревне Сусадыбашевского сельсовета 386 жителей (149 мужчин, 237 женщин).
В 1970 году уже в селе, центре Первомайского сельсовета — 414 человек (175 мужчин, 239 женщин).
В 1979 году — 396 человек (177 мужчин, 219 женщин), в 1989-м — 362 жителя (174 мужчины, 188 женщин).
В 2002 году — 366 человек (191 мужчина, 175 женщин), марийцы (94 %).
В 2010 году — 402 человека (206 мужчин, 196 женщин).

## Население
| 2002 | 2009 | 2010 |
| ---- | ---- | ---- |
| 366  | ↗378 | ↗402 |

## Инфраструктура
Есть средняя школа, фельдшерско-акушерский пункт, дом культуры, библиотека, дом-музей В. М. Васильева. В 2015 году открылось новое здание школы. Также имеются магазин, зерноток, машинно-тракторная мастерская. Село газифицировано.

## Известные уроженцы
- Валериан Михайлович Васильев — марийский учёный-языковед, фольклорист, этнограф, краевед, просветитель, педагог, общественный деятель.

## Галерея

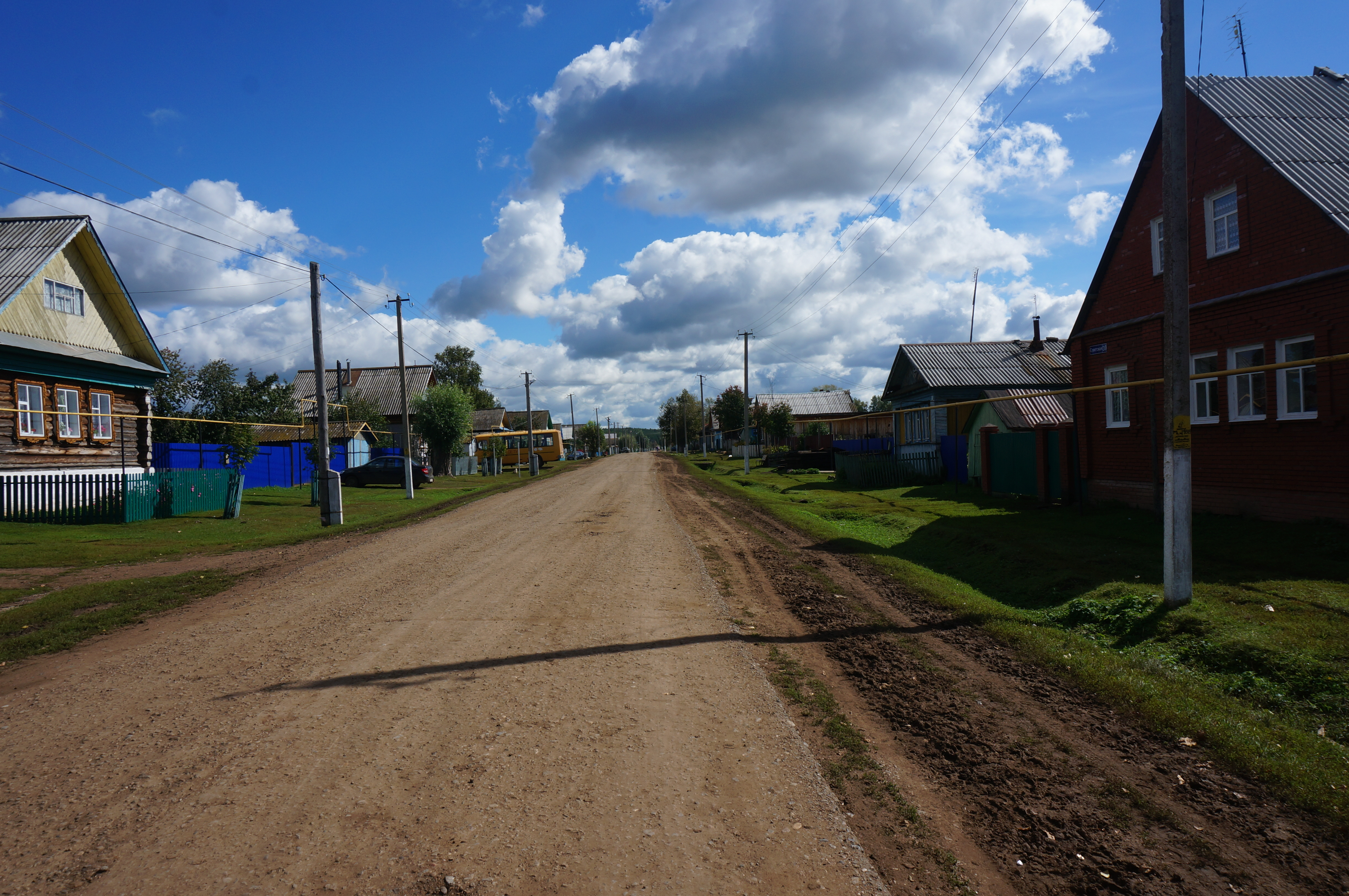
Советская улица
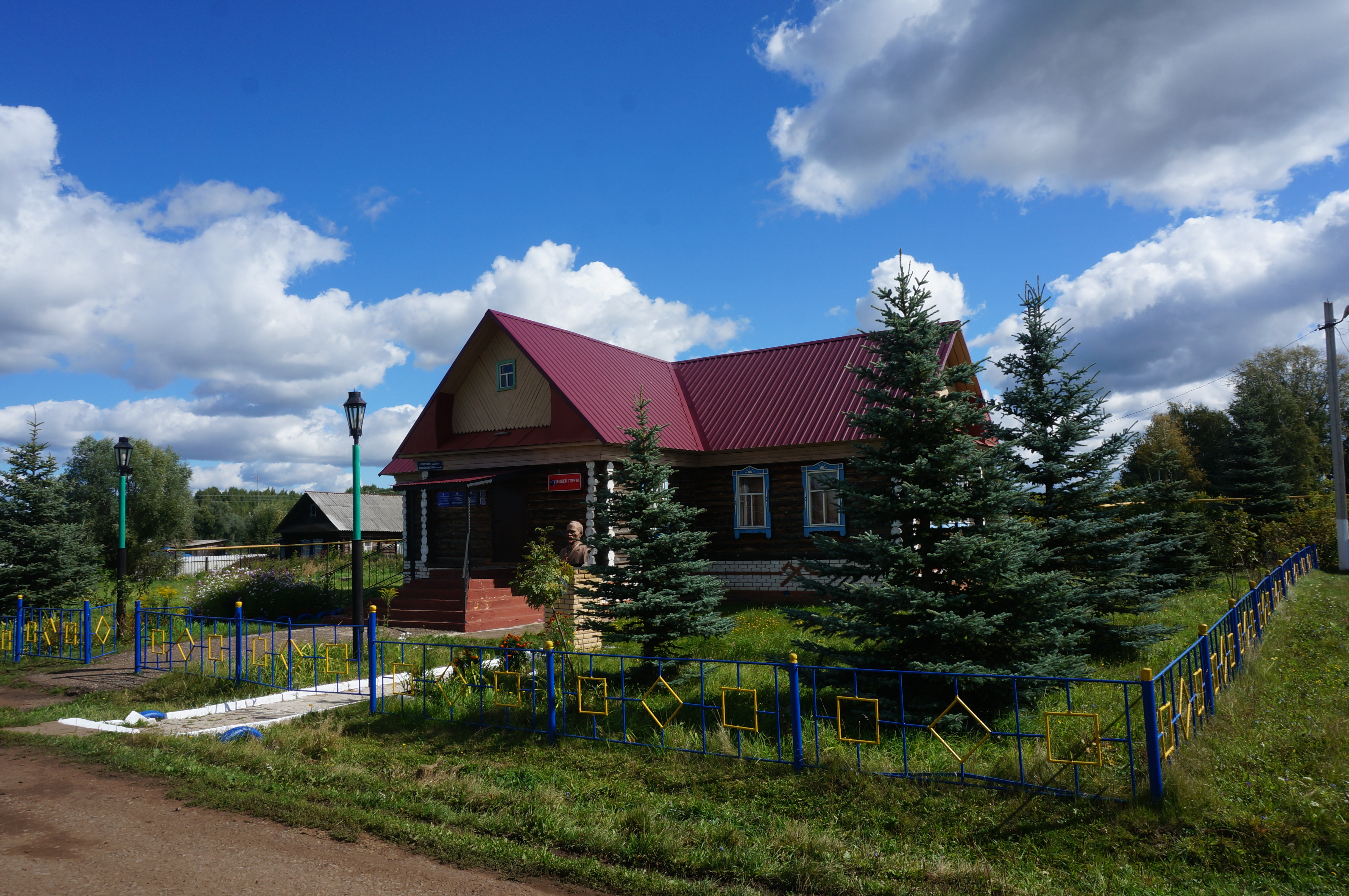
Дом-музей В. М. Васильева
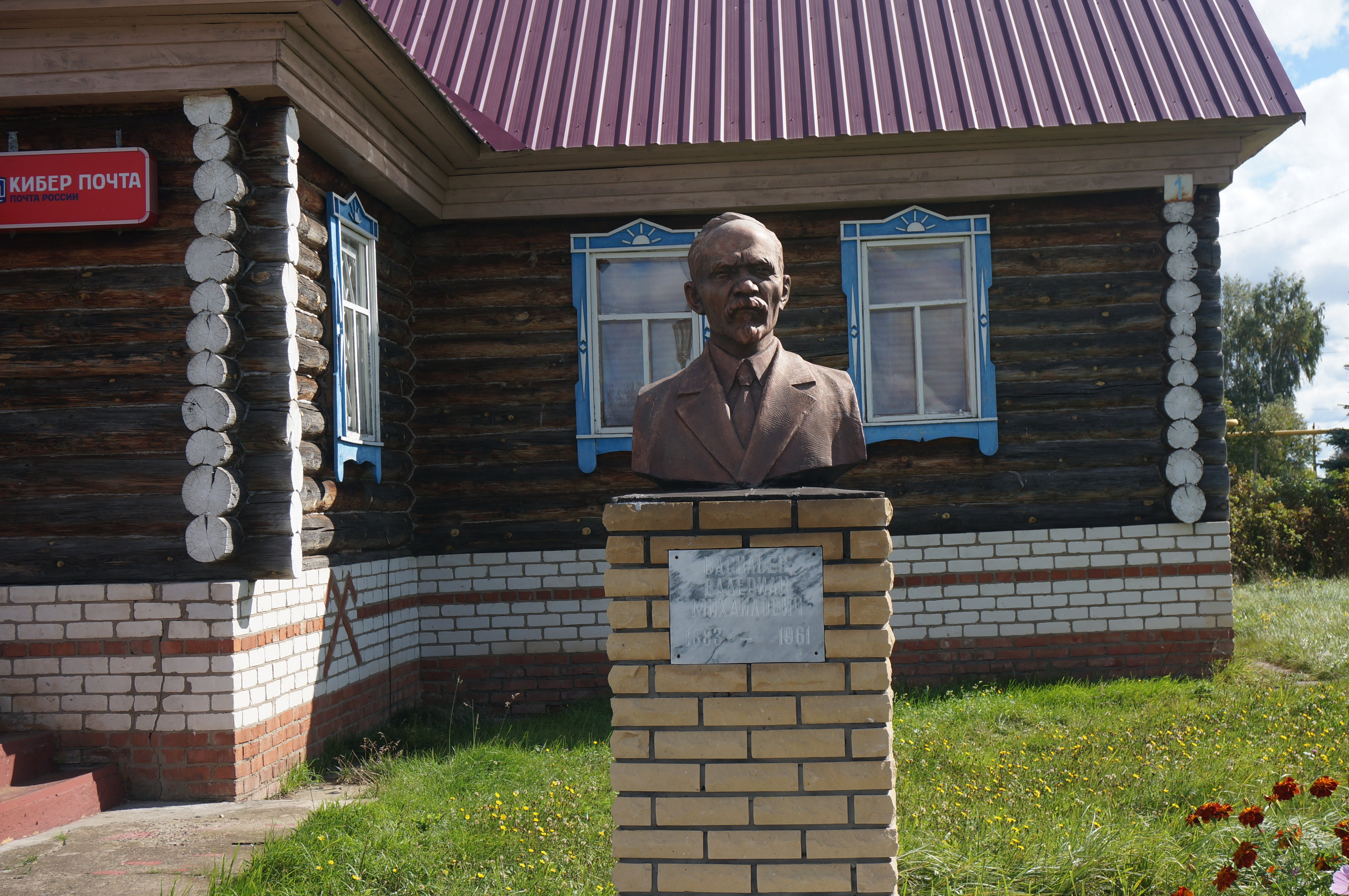
Памятник В. М. Васильеву